# Дуно
Дуно (итал. Duno, ломб. Dün) — коммуна в Италии, располагается в провинции Варесе области Ломбардия.
Население составляет 147 человек (2008 г.), плотность населения составляет 74 чел./км². Занимает площадь 2 км². Почтовый индекс — 21030. Телефонный код — 0332.
Покровителями коммуны почитаются святые Иулиан и Василисса, празднование 13 января.

## Демография
Динамика населения:

## Администрация коммуны
- Официальный сайт: